# Fátima (Niterói)
Fátima é um bairro que se encontra próximo ao centro de Niterói, e faz limites com outros bairros. Dentre eles temos São Lourenço, Santa Rosa, Cubango e Pé Pequeno.

## Histórico
Este bairro surgiu da compra de uma área antiga Chácara do Vintém, onde existia uma fonte usada pelos jesuítas, que teve uma importância significativa no abastecimento de água na cidade. Niterói possuía diversas fontes de água em várias localidades da cidade. A primeira intervenção governamental no setor foi em relação a captação dessas águas e a instalação de encanamentos para chafarizes e bicas públicas. Este manancial, Chácara do Vintém, foi uma das fontes utilizadas para captação.
A água era distribuída por pessoas denominadas de (aguadeiros), que iam anunciando “Olha a água da Chácara do Vintém que não faz mal a ninguém”. As pessoas que tinham suas “posses”, não buscavam a água em bicas públicas; esperavam que os carroças-pipas levassem a água em suas portas, e o preço varia de época em época de 40 a 100 réis o barril. O Governo chegou a adquirir este manancial devido a sua grande importância para o estado.

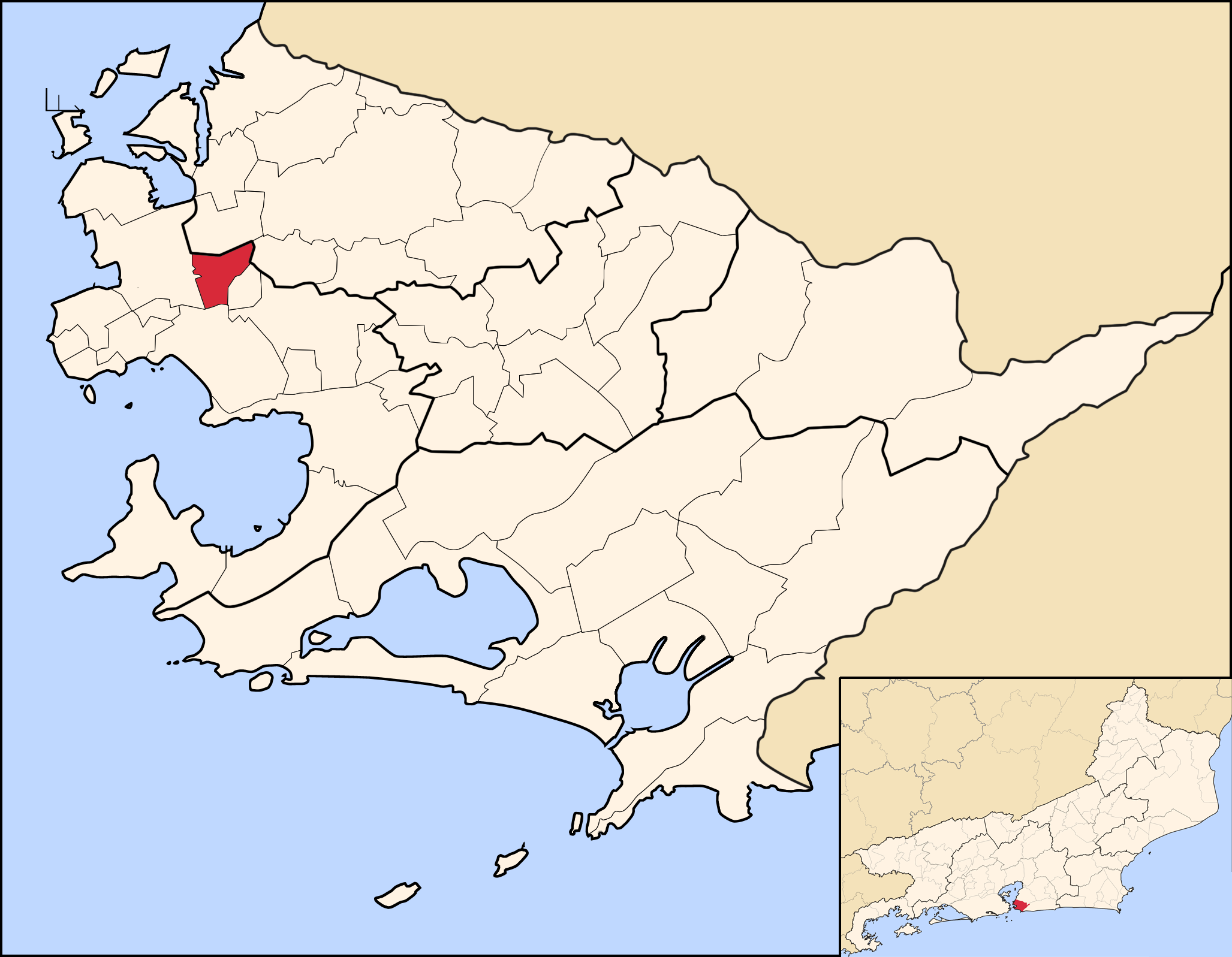
Localização do bairro de Fátima no município de Niterói.

O bairro de Fátima de acordo com suas características fisiográficas, influenciou a sua ocupação e desenvolvimento. Mesmo sendo um bairro na cidade, este é separado por morros sendo o mais significativo o Morro de São Lourenço. A Companhia Proprietária Brasileira ao adquirir esta área, os morros, realizou um projeto e executou o loteamento de Vila Paraná, inserindo ruas, não só em vales existentes mas também nas encostas. A construção inicial de imóveis neste bairro, teve um início lento; porque devido a existência de muitos lotes com acentuada declividade, exigiam um alto custo para se realizar as construções.
No ano de 1945, foi criada a Associação de Moradores (antigo Centro Pró-Melhoramento de Vila Paraná) que mudou o nome da Vila para Nossa Senhora de Fátima. Mas os moradores que não eram da religião católica, não aprovaram o nome da vila, com isso o bairro passou a se chamar somente Fátima. Em 1949, o bairro havia poucas habitações e não existia iluminação nas vias públicas; a energia elétrica só era instalada nas residências mediante a solicitação do morador, e este serviço era prestado pela Companhia Brasileira de Energia Elétrica em parceria com a Prefeitura Municipal de Niterói e com a Associação de Moradores. 
O bairro teve uma ocupação iniciada na década de 50, onde principalmente por casas isoladas para fins residenciais, oriunda do processo de urbanização de Niterói e também da propagação do próprio Centro da Cidade. Com o crescimento imobiliário na década de 70, através da construção da Ponte Rio-Niterói, começaram a surgir, prédios de apartamentos financiados pelo antigo BNH, em torno do bairro.

## Economia
O comércio que há no bairro é muito pouco para atender a população local; existindo apenas alguns mercados para atender as necessidades básicas. Existe somente uma única linha de ônibus que atende a população, realizando o transporte do bairro ao centro da cidade.

## Demografia
O bairro possui uma área de 0,51Km², e uma população de 3767 habitantes de acordo com o censo do ano 2000. De acordo com a mapa de características urbanas do bairro de Niterói do ano de 2013, o bairro de Fátima é designado como classe B, ou seja, a população possui uma renda que varia de 2 a 4 salários mínimos; e também possui uma urbanização intensa (onde, dentre os usos urbanos, predominam os intensos).